# Guiné Telecom
Guiné Telecom, oficialment Companhia de Telecomunicações da Guiné-Bissau (en català-valencià: Companyia de Telecomunicacions de Guinea Bissau), és una empresa pública amb administració indirecta a Guinea Bissau, responsable de la xarxa de telefonia fixa i la xarxa de cable del país. La seu es troba a la ciutat de Bissau, en l'edifici de l'oficina central de correus.

## Història
En 1885 el comte Thadeu Oksza i el govern portugués van connectar Guinea (Bolama) a la línia telegràfica que passava per Cap Verd, connectant Lisboa i Luanda, en el que es convertiria en l'India Rubber Guttapercha Telegraph Works Limited. El mateix any, la Western African Telegraph Company uneix Bolama amb Conakry i en 1886 a Banjul. Estos enllaços submarins són l'inici de les telecomunicacions de Guinea.
Després de l'establiment de la república portuguesa, els serveis privats de telecomunicacions colonials van passar a l'administració estatal, sent administrats per l'Administració General de Correus, Telègrafs i Telèfons (CTT).

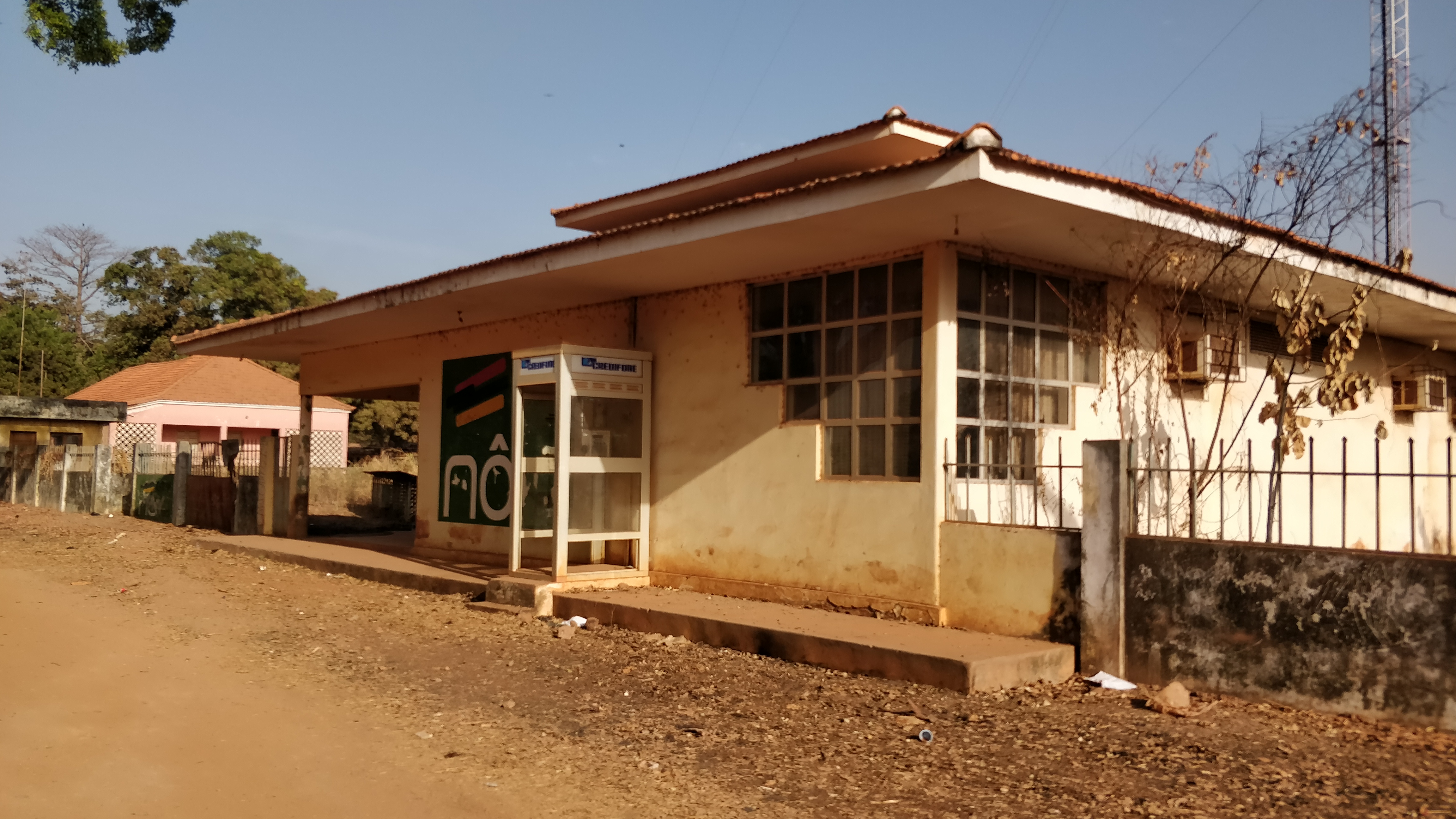
Edifici de Guiné Telecom a Bafatá.

En la dècada de 1960, CTT es converteix en CTT - Correios e Telecomunicações de Portugal, E. P., i després del procés d'independència de Guinea, va sorgir Correios da Guiné-Bissau (CGB), que va continuar gestionant els serveis de telefonia i telègrafs del país. En 1989 el govern de Guinea Bissau decideix separar l'administració dels serveis telefònics de la CGB, per a crear la Companyia de Telecomunicacions de Guinea Bissau (Guiné Telecom), la qual va començar a operar el 5 de març del mateix any. En aquell moment Portugal Telecom (PT) entra amb un 51 % de participació en l'empresa, però la companyia portuguesa va acabar abandonant el país el juny de 1998 a causa de l'esclat de la guerra civil de Guinea Bissau.
En la dècada de 1990 Guiné Telecom va començar a oferir el servei d'Internet, i a mitjan 1997 va obrir el seu primer cibercafé. En els anys següents, després de la guerra civil de 1998 i 1999, l'empresa va haver de reparar gran part de la seua infraestructura. En 2003 el govern de Guinea va decidir separar els serveis de telefonia mòbil de la telefonia fixa, quedant esta última baix la coordinació de Guiné Telecom. Es crea la filial Guinetel, dedicada a la telefonia mòbil, amb capital majoritari de Guiné Telecom, i minoritari de Portugal Telecom i un consorci d'empleats de l'empresa.
Després de diverses vagues per part dels 280 treballadors a causa dels salaris sense pagar que es van estendre des de 2010, Guiné Telecom va finalitzar les operacions en 2013 i posteriorment es va declarar en fallida en 2014. A partir de 2021 existien plans per part del govern per a reviure l'empresa. El setembre de 2021, l'Autoritat Reguladora Nacional de Tecnologies de la Informació i Comunicació va atorgar a Guiné Telecom una nova llicència per a operar, mentre que en febrer de 2023 es van anunciar els plans del Govern per a vendre el 80 % de l'empresa.